# Ernesto Maceda

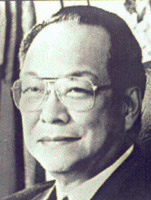
Ernesto Maceda

Ernesto Madarang Maceda (* 26. März 1935 in Pagsanjan, Laguna; † 20. Juni 2016 in Quezon City, Metro Manila) war ein philippinischer Politiker.

## Biografie

### Verbündeter und Gegner von Ferdinand Marcos
Nach dem Schulbesuch studierte er Rechtswissenschaft an der Ateneo de Manila University und schloss dieses Studium 1956 mit einem Bachelor of Laws (LL.B.) cum laude ab.
Seine politische Laufbahn begann Maceda im Alter von 23 Jahren 1959 mit der Wahl mit dem besten Ergebnis zum Mitglied des Stadtrates von Manila. Wegen seiner dortigen Verdienste wurde er mit dem Titel Outstanding Councilor of Manila geehrte.
1966 wurde er von Präsident Ferdinand Marcos zum Minister für Gemeindeentwicklung (Secretary of Community Development) und damit zum jüngsten Kabinettsmitglied der Regierung Marcos. Im Rahmen einer Kabinettsumbildung wurde er 1969 Exekutivsekretär und übernahm damit nach dem Präsidenten und Vizepräsident Fernando López das drittwichtigste Amt in der Regierung. Zugleich war er auch Vorsitzender der Kommission für Reorganisation. Bei einer weiteren Regierungsumbildung wurde er 1970 von Präsident Marcos zum Minister für Handel und Industrie berufen und führte in dieser Programme zum Verbraucherschutz ein und begründete Handelsbeziehungen mit zahlreichen osteuropäischen Staaten.
1970 wurde er zum Mitglied des Senats gewählt und brachte als solches ein nach ihm benanntes Gesetz zum Schutz von ratenweisen Grundstückskäufen ein, das als einziges Gesetz vor Verhängung des Kriegsrechts 1973 in Kraft trat. Nachdem es wegen der Verhängung des Kriegsrechts zum Bruch mit Präsident Marcos kam, begab er sich ins Exil in die Vereinigten Staaten und wurde dort Mitarbeiter und Berater von Senator Benigno „Ninoy“ Aquino.
Nach der Ermordung Aquinos am 21. August 1983 auf dem Flughafen Manila begleitete er dessen Witwe Corazon Aquino auf deren Flug von Boston nach Manila und wurde einer der maßgeblichen Führer der Opposition bei den Wahlkämpfen zur Wahl des Kongresses (Batasan Pambansa) 1984 sowie den vorgezogenen Präsidentschaftswahlen 1986.

### Aufstieg zum Senatspräsidenten
Als Corazon Aquino nach der Flucht von Ferdinand Marcos im Februar 1986 selbst Präsidentin der Philippinen wurde, wurde Maceda von dieser zum Minister für natürliche Ressourcen ernannt.
Bei den Wahlen im Juni 1987 wurde er wiederum zum Senator gewählt und gehörte diesem bis Juni 1998 an. Während dieser Zeit war er zunächst zwischen 1992 und 1993 Präsident des Senats Pro tempore sowie später von Oktober 1996 bis Januar 1998 Senatspräsident. Zwischen 1992 und 1993 war Maceda auch Vorsitzender des einflussreichen Ausschusses für öffentliche Rechenschaftspflicht, das sogenannte Blue Ribbon Committee, der sich mit der Aufklärung von Bestechung und Korruption in der Regierung befasst.
Zuletzt war er von Januar bis Juni 1998 als Minderheitsführer (Minority Leader) Sprecher der Opposition im Senat.
Nach seinem Ausscheiden aus dem Senat wurde er von Präsident Joseph Estrada 1999 zum Botschafter in den Vereinigten Staaten ernannt und bekleidete dieses Amt bis 2001.
Für seine politischen Verdienste wurde er mit einem Ehrendoktortitel im Fach öffentliche Verwaltung von der Polytechnic University of the Philippines sowie einem Ehrendoktortitel in Pädagogik von der Philippine Normal University ausgezeichnet.